# Cangur rata de Tasmània
El cangur rata de Tasmània (Bettongia gaimardi) és una espècie de cangur rata. El seu àmbit de distribució natural inclou el sud-est d'Austràlia i la part oriental de Tasmània. Després de la introducció de la guineu, s'extingí al continent australià vers el 1890.